# Ludność Gliwic
Ludność Gliwic – dane o ludności Gliwic od 1750 roku.

## Ludność
Największą populację Gliwice odnotowały w 1988 roku, gdy według danych Głównego Urzędu Statystycznego miasto miało 223 403 mieszkańców. Począwszy od roku 1996 obserwowany jest stały spadek liczby mieszkańców. Prognoza GUS przewiduje, że liczba mieszkańców Gliwic spadnie do 161 395 w 2030 roku oraz do 118 893 osób w 2060 roku.
- 1750 – 1159[3]
- 1810 – 2990[4]
- 1838 – 6415[3]
- 1861 – 10 923   (bez wojska (371))[3]
- 1880 – 15 077   (w tym 1 838 Żydów)[5]
- 1885 – 17 600[5]
- 1890 – 19 667[6]
- 1900 – 52 362[6]
- 1905 – 61 326   (w tym 1 960 Żydów)[5]
- 1910 – 66 981[6][7]
- 1914 – 70 160[5]
- 1919 – 69 028[6]
- 1925 – 81 888[6]
- 1927 – 102 456   (w tym 1 912 Żydów)[5]
- 1933 – 111 062[6]
- 1939 – 117 240   (w tym 902 Żydów)[5]
- 1946 – 95 980[5]   (spis powszechny)
- 1950 – 119 968[5]   (spis powszechny)
- 1955 – 134 814
- 1960 – 135 300   (spis powszechny)
- 1961 – 139 300
- 1962 – 143 500
- 1963 – 145 900
- 1964 – 163 500   (przyłączono do Gliwic Łabędy wraz z Czechowicami)
- 1965 – 163 432
- 1966 – 163 800
- 1967 – 166 300
- 1968 – 167 000
- 1969 – 168 600
- 1970 – 172 000   (spis powszechny)
- 1971 – 171 806
- 1972 – 174 400
- 1973 – 178 800
- 1974 – 192 605
- 1975 – 197 164   (przyłączono do Gliwic Bojków oraz Wilcze Gardło)
- 1976 – 200 300
- 1977 – 200 100
- 1978 – 194 500   (spis powszechny)
- 1979 – 195 300
- 1980 – 197 467
- 1981 – 202 238
- 1982 – 208 210
- 1983 – 211 227
- 1984 – 212 518
- 1985 – 209 706
- 1986 – 211 240
- 1987 – 211 331
- 1988 – 223 403   (spis powszechny)
- 1989 – 222 084
- 1990 – 214 202
- 1991 – 215 646
- 1992 – 214 389
- 1993 – 214 494
- 1994 – 214 209
- 1995 – 213 392
- 1996 – 213 395
- 1997 – 212 781
- 1998 – 212 164
- 1999 – 206 552
- 2000 – 205 092
- 2001 – 204 175
- 2002 – 202 604   (spis powszechny)
- 2003 – 201 586
- 2004 – 200 361
- 2005 – 199 451
- 2006 – 198 499
- 2007 – 197 393
- 2008 – 196 669
- 2009 – 196 167
- 2010 – 187 830
- 2011 – 186 868   (spis powszechny)
- 2012 – 186 210
- 2013 – 185 450
- 2014 – 184 415
- 2015 – 183 392
- 2016 – 182 156
- 2017 – 181 309
- 2018 – 179 806
- 2019 – 178 603
- 2020 – 174 581
- 2021 – 172 628   (spis powszechny)
- 2022 – 171 023